# Pristurus longipes
Espèce
Statut de conservation UICN

 DD  : Données insuffisantes
Pristurus longipes est une espèce de geckos de la famille des Sphaerodactylidae.

## Répartition
Cette espèce est endémique du Yémen.

## Publication originale
- Peters, 1871 : Über neue Reptilien aus Ostafrika und Sarawak (Borneo), vorzüglich aus der Sammlung des Hrn. Marquis J. Doria zu Genua. Monatsberichte der Königlichen Akademie der Wissenschaften zu Berlin, vol. 1871, p. 566-581 (texte intégral).